# تخت‌قورباغه‌ایان
تختِ‌قورباغه‌ایان (Hydrocharitaceae) تیره‌ای گیاهی از قاشق‌واش‌سانانِ آبزی است که گل‌های سه تا شش‌قطعه‌ای و مادگی تحتانی و میوهٔ پوشینه دارد.